# 美國陸軍第42步兵師
第42步兵師（英語：42nd Infantry Division）是美國國民警衛隊的單位，曾經參與第一次世界大戰、第二次世界大戰、反恐戰爭。該部隊目前包括來自14個州的陸軍國民警衛隊，包括康乃狄克州、緬因州、馬里蘭州、麻薩諸塞州、新罕布夏州、紐澤西州、紐約州、羅德島州和佛蒙特州。

## 組織
- 第27步兵旅級戰鬥隊（英语：27th Infantry Brigade Combat Team (United States)）
  - 第69步兵團第1營
  - 第101騎兵團第2中隊
  - 第108步兵團第2營
  - 第182步兵團第1營
  - 第258野戰砲兵團第1營
- 第44步兵旅級戰鬥隊（英语：44th Infantry Brigade Combat Team）
  - 第102騎兵團第1中隊
  - 第113步兵團第1營
  - 第114步兵團第1營
  - 第181步兵團第1營
  - 第112野戰砲兵團第3營
- 第86步兵旅級戰鬥隊（英语：86th Infantry Brigade Combat Team）
  - 第102步兵團第1營
  - 第172騎兵團第1中隊
  - 第172步兵團第3營
  - 第157步兵團第1營
  - 第101野戰砲兵團第1營
- 第42戰鬥航空旅（英语：42nd Combat Aviation Brigade）
  - 第126航空團第3營
  - 第142航空團第3營
  - 第151航空團第1營
  - 第224航空兵團第1營
  - 第642航空支援營
- 第26機動加強旅（英语：26th Maneuver Enhancement Brigade）
- 第197野戰砲兵旅（英语：197th Field Artillery Brigade）
- 第396維持旅（英语：369th Sustainment Brigade (United States)）

## 歷史

### 第一次世界大戰
美國在1917年對德國宣戰時，為了快速擴編軍隊，將國民警衛隊聯邦化，各個州相互競爭，以爭取成為第一個派遣國民警衛隊參加戰鬥的榮譽並將各個部隊。當時道格拉斯·麥克阿瑟少校向民兵局局長威廉·曼恩少將提議，將數個不同州而且還沒進行編制的部隊，整編成一個師，麥克阿瑟說這個單位將「像彩虹一樣遍布全國」。這個構想獲得戰爭部長牛頓·D·貝克的支持。第42步兵師成立於1917年8月，由26個州和華盛頓特區的國民警衛隊組成，四個月後就投入第一次世界大戰，由威廉·曼恩擔任師長，而麥克阿瑟也晉升為上校，並擔任這個師的參謀長，彩虹後來也成為該部隊的象徵物，經常被稱作「彩虹師」。

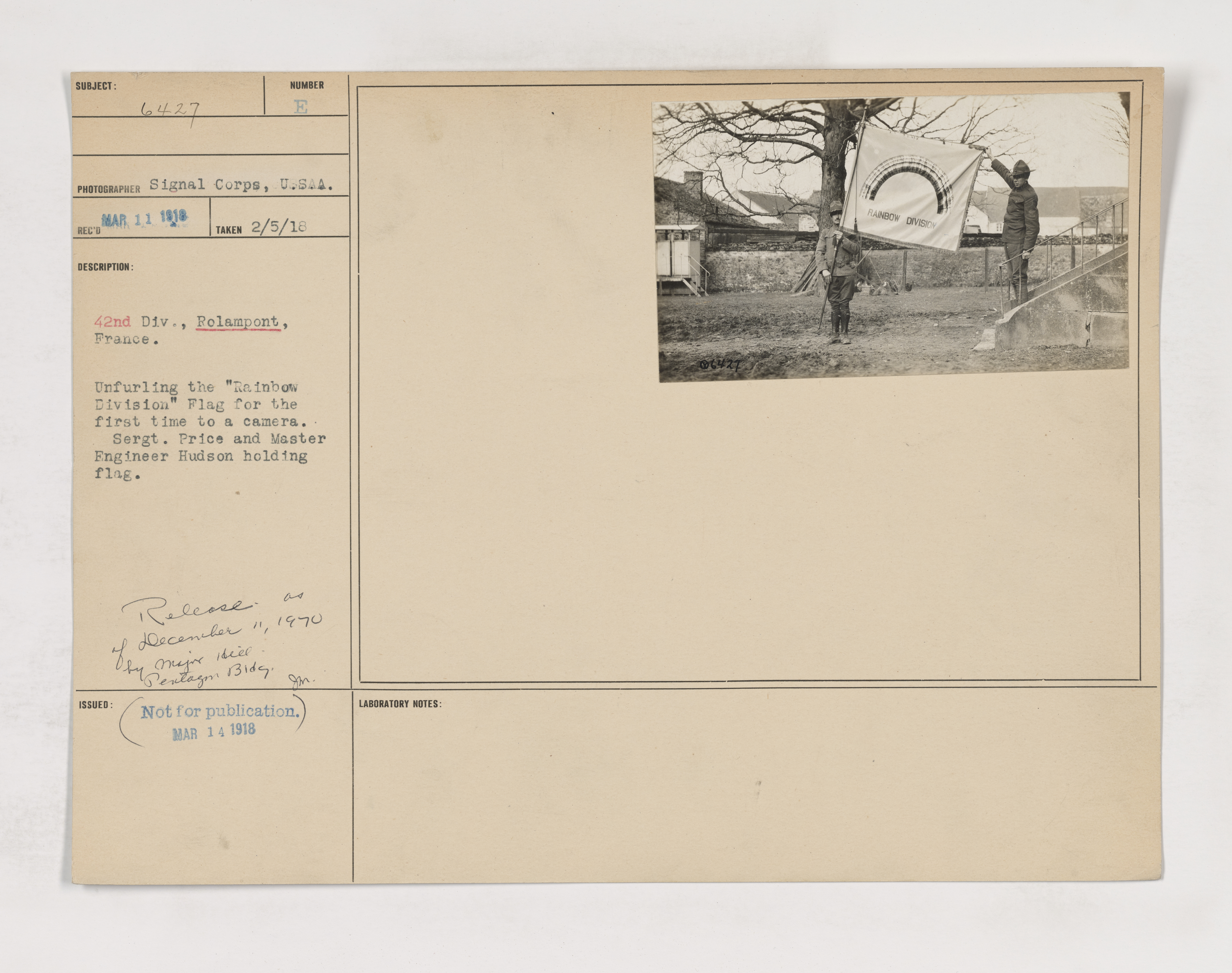
1918年法國，展開的半弧彩虹旗

第42步兵師於1917年11月到達法國和比利時的西線戰場，是美國遠征軍首批抵達的部隊之一。從聖納澤爾登陸後，第42師先暫時駐紮於沃庫勒爾進行初步訓練一個月，接著轉移至拉福什和里莫庫爾之間的訓練區:151。1917年12月19日，查爾斯·梅諾爾准將成為第42師第二任師長。聖誕節後，第42師與其他師共同前往另一個位於羅朗蓬和朗格勒附近的訓練區，在這些地方教導美國士兵在壕溝作戰的法國軍官評論道：「看起來從梅諾爾和麥克阿瑟的視角裡，比潘興和他在肖蒙的下屬更重視彩虹的表現」:152
1918年2月13日，來自肖蒙總部的人員進行為期三天的視察結束後，潘興下令第42師移至洛林南部的呂內維爾地區，與法國第7軍團在前線進行為期一個月的訓練:153。第42師的士兵散佈在呂內維爾長達16英里的前線，從呂內維爾經過聖克萊芒到巴卡拉。就以行政、後勤、紀律管理來說，第42師隸屬於美國遠征軍第一軍，但在戰鬥與訓練上，卻隸屬於法國第7軍團，每個第42師的團都被分配給控制該區的法國師。每個美國營第一周待在前線，第二周待在第二道防線，第三周則是儲備部隊，如此一個循環。過程中有許多裝備急遽缺乏，例如梅諾爾曾下令一個營的士兵從前線退下時必須將手槍轉交給接替的營:155。
1918年7月16日，潘興下令第42師前往漢斯以東的香檳，這是作戰比巴卡拉激烈的地區，第42師被分配給法國第4軍團。1918年期間，第42師參加了多場戰役，包含香檳-馬恩河、埃納-馬恩河、聖米耶爾戰役、默茲-阿爾貢攻勢，總共戰鬥天數為264天，因戰陣亡2,058人，因戰負傷12,625人。第一次世界大戰結束後，第42步兵師也於1919年5月解編，沒有成為國民警衛隊師。

### 第二次世界大戰
第二次世界大戰爆發後，在戰間期沒有任何改革的第42步兵師重啟，同樣是從各個州招募人員來填補這個單位。為了強調第42師的血統，哈利·柯林斯少將在法國埃納-馬恩河戰役25週年前夕，也就是1943年7月14日正式重啟了第42步兵師:190。在格魯伯營進行訓練後，三個步兵團（分別是第222、第232、第242）和第42師部的一個特遣隊於1944年12月抵達法國馬賽，並組成林登特遣隊（Task Force Linden），由第42師副師長亨寧·林登指揮，林登特遣隊在史特拉斯堡附近投入戰鬥。
1945年1月，林登特遣隊在史特拉斯堡北方與萊茵河南方的31英里長防線中進行防禦時，擊退了德軍在哈滕和其他地區的反攻:49，這些反攻是北風行動中的一部分。第242步兵團第1營的上等兵維托·貝托爾多單獨保衛了指揮所長達48小時，並因此獲得榮譽勳章:27。1945年1月24日至25日，第222步兵團在莫代爾河畔什韋古斯和勒訥堡附近佔據了長7,500碼的陣地:32，這是其他步兵團所能防守的三倍，在承受兩個小時的集中炮擊後，不斷遭到德軍第7空降獵兵師、第47國民擲彈兵師、第25裝甲擲彈兵師的攻擊，戰鬥持續了24小時，但德軍始終沒辦法突破第222步兵團的防線:35。後來林登特遣隊返回第七軍團擔任預備部隊並訓練其他來到歐洲的第42師部隊。
1945年2月14日，整個第42師在阿格諾附近的哈特森林（Hardt Forest）進行一個月的防禦與巡邏，這段時間遭到第6山地師使用火炮與迫擊砲集中攻擊（第6山地師後來被第211國民擲彈兵團取代），德軍開始畏懼這支部隊，一名被俘虜的德軍士兵問道：「你們的師是羅斯福的黨衛隊嗎？」:49。當第42師對哈特森林發動進攻後，第42師於3月15日至21日突破齊格菲防線，掃蕩達恩和布森貝格，幫第三軍團在跨越萊茵河時建立與擴展橋頭堡。第42師於1945年3月31日佔領韋爾特海姆，4月1日占領烏茲堡，4月2日至6日，在經過激烈交戰後佔領什文福，4月9日至12日在福爾特受到強烈抵抗，但仍於4月18日至19日成功佔領。
1945年4月25日第24師攻下多瑙河上游的多瑙沃特，4月29日在達豪集中營解救了約30,000名囚犯。於1946年7月26日解編，戰鬥天數為106天，因戰陣亡553人，因戰負傷2,212 人。最後第42步兵師負責佔領奧地利:208，直到1947年1月。

### 冷戰時期
在戰爭部於戰後將美國陸軍劃為正規軍、預備役、國民兵，形成了平時與戰時的平衡力量。而紐約州成功向戰爭部爭取第42步兵師擔任它們的國民警衛隊，1947年9月，第42師和其他國民警衛隊師都獲得了聯邦的認可:214。1967年到1969年，第42師曾短暫地擔任預備役部隊，加強在越南的現役部隊。在1968年的重組中，第42師師分為紐約州陸軍國民警衛隊和賓夕法尼亞州陸軍國民警衛隊。1973年至1974年，第42師改回全紐約組織。
第42步兵師在冷戰結束後的重組中分別吸收了第26步兵師和第50裝甲師。
據1990年數據，第42師有60%的人員來自紐約州陸軍國民警衛隊:29。

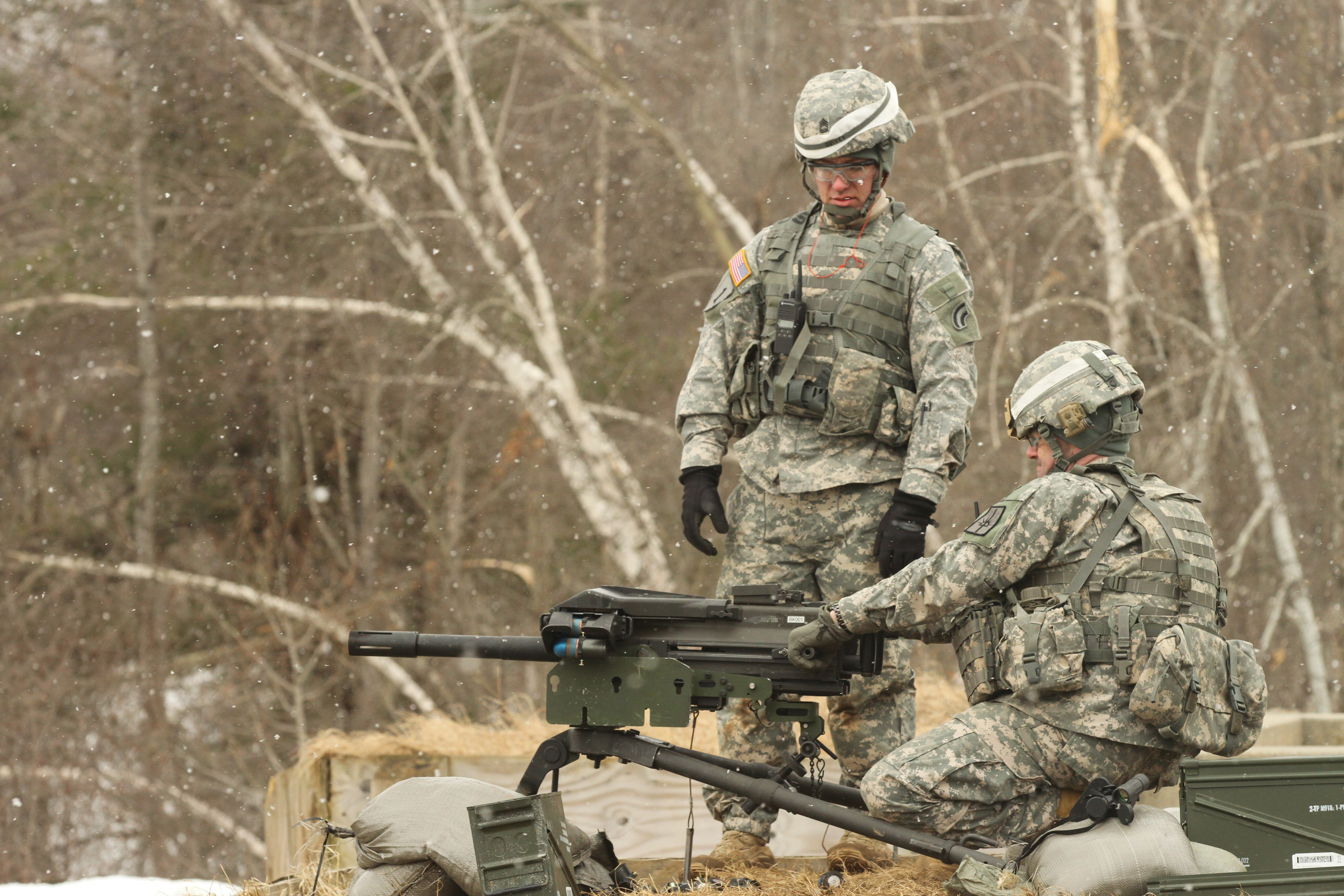
2014年，兩名第42師士兵正在操作Mk 19榴彈發射器

### 反恐戰爭
自911事件發生時，第42步兵師協助紐約州國民警衛隊進行救援及重建，並支援紐澤西州國民警衛隊守衛通往紐約和紐華克自由國際機場的河道。
第42步兵師第一次海外行動是第50步兵旅級戰鬥隊前往關塔那摩灣海軍基地，保護當地設施。第42師下轄的部隊也被曾經被派往非洲之角、吉布地、薩德爾城、費盧傑等地。
2004年，第42步兵師參與伊拉克自由行動第三次，接替第1步兵師，控制了伊拉克中北部地區，包括薩拉丁省、迪亞拉省，任務有戰鬥和突襲、搜索武器藏匿處、摧毀簡易爆炸裝置、訓練伊拉克軍隊、確保自由選舉。
2005年6月7日發生菲利普·埃斯波西多與路易·艾倫之死事件，兩人在丹吉尔前進作戰基地裡放在埃斯波西多的辦公室窗戶旁邊M18A1闊刀地雷爆炸身亡，而嫌疑犯Alberto B. Martinez中士後來遭到無罪釋放。
2005年10月，第50裝甲旅被重啟，因為紐奧良遭到卡崔娜颶風的侵襲，第50裝甲旅主要任務是支援當地救援機構，並維護當地治安，進行街道巡邏。
2008年，第50步兵旅級戰鬥隊被派往伊拉克，擁有超過3,200名士兵，花了一年的時間進行動員。第27旅級戰鬥隊也在2008年進行動員，2009年派往路易斯安那州波爾克堡進行訓練，2010年3月派往阿富汗東部，總部設在巴格拉姆機場，第27旅級戰鬥隊的工作是與阿富汗國家安全部隊合作，並確保巴格拉姆機場的運作。2010年12月初離開阿富汗返回印第安納州，解除聯邦化。
2017年6月15日，第50步兵旅級戰鬥隊被更名為第44步兵旅級戰鬥隊。

## 流行文化
科洛弗檔案

## 備註
1. ↑  原文：The 42nd Division stretches like a Rainbow from one end of America to the other
2. ↑  原文：...seemed, from Menoher and MacArthur's view, to think more highly of the Rainbow's performance than did Pershing and his Chaumont staff
3. ↑  原文：Is your Division a part of Roosevelt's SS？

## 外部連結
- 第42步兵師官方網站 （页面存档备份，存于）